# Borden Classic 1973
Il Borden Classic 1973 è stato un torneo di tennis giocato sul cemento indoor. È stata la 1ª edizione del torneo, che fa parte dei Tornei di tennis femminili indipendenti nel 1973. Si è giocato a Tokyo in Giappone, dal 19 al 25 novembre 1973.

## Campionesse

### Singolare
Billie Jean King ha battuto in finale  Nancy Richey con il punteggio di 6–4, 6–4

### Doppio
- Doppio non disputato